# Habenaria longipedicellata
Habenaria longipedicellata är en orkidéart som beskrevs av Frederico Carlos Hoehne. Habenaria longipedicellata ingår i släktet Habenaria och familjen orkidéer. Inga underarter finns listade i Catalogue of Life.